# John Neville, 1. Marquess of Montagu

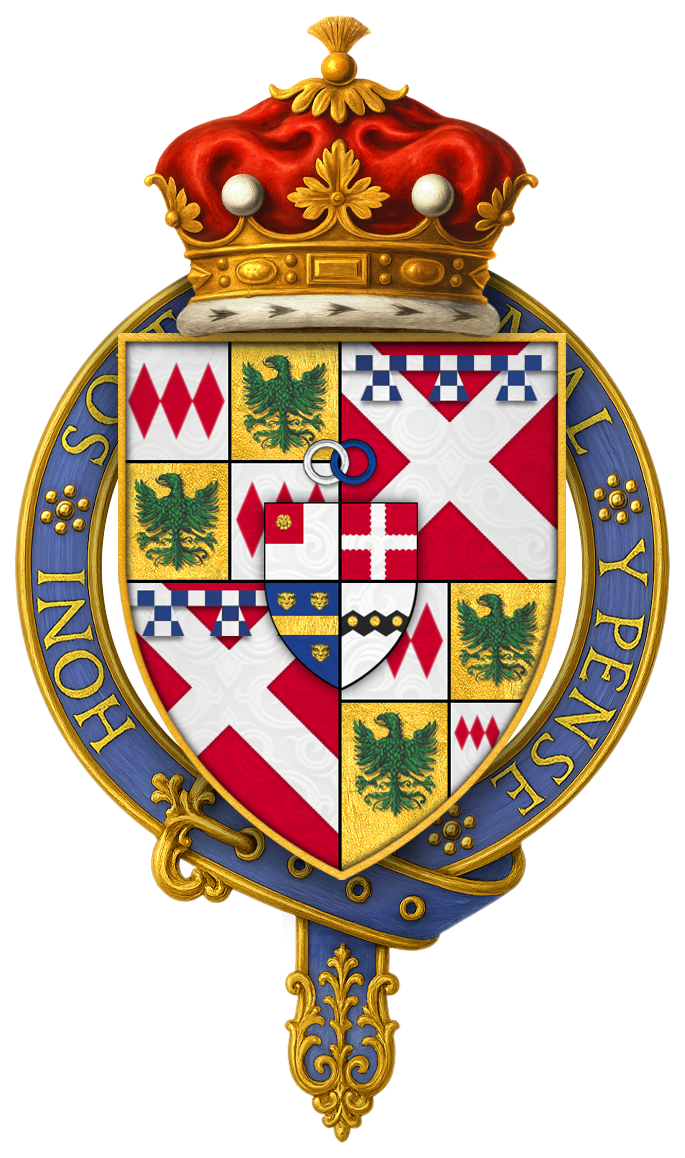
Wappen des John Neville, 1. Marquess of Montagu

John Neville, 1. Marquess of Montagu (* um 1431; † 14. April 1471), war ein englischer Peer und Militär.

## Leben
Er war der dritte Sohn des Richard Neville (1400–1460) und der Alice Montagu, 5. Countess of Salisbury (1407–1462). Sein ältester Bruder war Richard Neville, 16. Earl of Warwick (1428–1471), genannt „Warwick der Königsmacher“.
Er wurde am 25. Dezember 1449 von König Heinrich VI. zum Knight of the Bath geschlagen. Er spielte eine prominente Rolle in der langjährigen Fehde seiner Familie Neville und der Familie Percy und kämpfte 1454 in der Schlacht von Stamford Bridge. Der Konflikt setzte sich in den Rosenkriegen fort, bei denen die Nevilles auf der Seite des Hauses York und die Percys auf der Seite des Hauses Lancaster standen. Am 23. September 1459 kämpfte er auf Seiten der siegreichen Yorkisten in der Schlacht von Blore Heath. Am Folgetag geriet er in einen Hinterhalt der Lancastrians und wurde gefangen genommen. Am 20. November 1459 wurde er vom Parlament geächtet (attainded), die Ächtung wurde aber am 10. Juli 1460 widerrufen und Neville freigelassen. Am 1. November 1460 fungierte er als Kämmerer für König Heinrich VI. (Haus Lancaster) und wurde im Januar 1461 in dessen Privy Council berufen. Dennoch kämpfte er am 17. Februar 1461 in der Zweiten Schlacht von St. Albans erneut auf Seiten der Yorkisten und geriet erneut in Gefangenschaft der Lancastrians.
Nach dem Sieg in der Schlacht von Towton am 29. März 1461 gewann König Eduard IV. (Haus York) die Oberhand. Er berief Neville am 23. Mai 1461 durch Writ of Summons ins House of Lords erhob ihn dadurch zum erblichen Baron Montagu. Am 21. Mai 1462 nahm er ihn zudem als Knight Companion in den Hosenbandorden auf. Er nahm an der Belagerung von Bamburgh Castle teil, das am 24. Dezember 1462 vor ihm kapitulierte. 1463 hatte er die Ämter eines Friedensrichters für das County Durham sowie des Chief Steward des Bistums Durham inne. Im Januar 1463 kämpfte er in der Schlacht bei Alnwick Castle. Von 1463 bis 1470 hatte er das Amt des Warden of the East Marches. 1464 führte er die Yorkisten am 25. April 1464 in der Schlacht von Hedgeley Moor und am 15. Mai 1464 in der Schlacht von Hexham zum vorläufigen Sieg über die Lancastrians. In Anerkennung seiner Erfolge erhob ihn Eduard IV. am 27. Mai 1464 zum Earl of Northumberland, ein Titel den Eduard IV. nach Towton 1461 der Familie Percy entzogen hatte. Er erhielt auch die dazugehörigen Ländereien der Percys. 1466 wurde er zudem auf Lebenszeit zum Sheriff von Northumberland ernannt. 1470 stellte Eduard IV. den 1461 aberkannten Titel Earl of Northumberland für die Familie Percy wieder her. Zu diesem Zweck musste am 25. März 1470 zugunsten der Krone auf diesen Adelstitel und dazugehörigen Ländereien verzichten. Als Entschädigung verlieh ihm Heinrich VI. am selben Tag den Titel Marquess of Montagu. Dieser war zwar ranghöher als der Earlstitel, war allerdings mit keinen neuen Ländereien verbunden.
Unterdessen wechselte Nevilles Bruder, Richard, 16. Earl of Warwick, auf die Seite der Lancastrians, zwang Eduard IV. ins Exil und ermöglichte Ende 1470 Heinrich VI. die Rückkehr auf den englischen Thron. Heinrich VI. bestätigte Neville im Oktober 1470 als Warden of the East Marches und ernannte ihn im Dezember 1470 zu seinem Lieutenant in the North.
Zu Beginn des Jahres 1471 kehrte Eduard IV. nach England zurück. Neville und sein Bruder Richard Neville stellten sich ihm am 14. April 1471 in der Schlacht von Barnet erfolglos entgegen. Beide Brüder fielen in der Schlacht. Die Leichen der beiden wurden zunächst nach London gebracht und in der St Paul’s Cathedral öffentlich ausgestellt. Schließlich wurden beiden in der Familiengruft in Bisham Abbey in Berkshire bestattet.
Nach seinem Tod wurde kein formeller Ächtungsbeschluss gegen ihn gefasst, sodass seine Titel de iure an seinen minderjährigen ältesten Sohn George Neville fielen, der bereits 1470 mit Elizabeth Plantagenet zum Duke of Bedford erhoben worden war. Dieser hat die Titel seines Vaters nie geführt. Durch Parlamentsbeschluss wurde 1475 wurde verfügt, dass die Ländereien seines Vaters nicht an ihn, sondern an Richard, Duke of Gloucester, den Ehemann seiner Cousine Anne Neville und späteren König Richard III., vergeben und 1477 wurde ihm auch sein Duketitel aberkannt.

## Ehe und Nachkommen
Am 25. April 1457 hatte er Isabel Ingaldesthorpe, Tochter des Sir Edmund Ingaldesthorpe und Cousine des Edward Tiptoft, 2. Earl of Worcester, geheiratet. Mit ihr hatte er einen Sohn und fünf Töchter:
- George Neville, 1. Duke of Bedford (um 1461–1483);
- Lady Anne Neville (vor 1464–vor 1486), ⚭ 1482 Sir William Stonor;
- Lady Elizabeth Neville (um 1464–1517), ⚭ (1) vor 1477 Thomas Scrope, 6. Baron Scrope of Masham (um 1459–1493), ⚭ 1494 (2) Sir Henry Wentworth;
- Lady Margaret Neville (1466–1528), ⚭ (1) Thomas Horne, ⚭ (2) 1504 Sir John Mortimer, ⚭ (3) um 1506 (1507 annulliert) Charles Brandon, 1. Duke of Suffolk, ⚭ (4) 1522 Robert Downes;
- Lady Lucy Neville (um 1466–um 1534), ⚭ (1) Sir Thomas FitzWilliam, ⚭ (2) um 1506 Sir Anthony Browne;
- Lady Isabella Neville (* um 1467) ⚭ Sir William Hodleston.